# كلوستريديوم هاثواي
كلوستريديوم هاثواي (نسبة إلى عالم الأحياء الدقيقة الأمريكي تشارلز إل. هاثواي) هو نوع من البكتيريا من فصيلة كلوستريدياسيا.